# سه‌گوش زیرترقوه‌ای
سه‌گوش زیرترقوه‌ای (انگلیسی: Subclavian triangle) فضای کوچکی است که بین بطن خلفی ماهیچه شانه‌ای‌لامی (اموهیوئید)، کناره خلفی ماهیچه جناغی‌پستانکی (استرنوماستوئید) و ثلث میانی ترقوه محدود شده‌است و ریشه‌های شبکه بازویی در این مثلث واقع شده‌اند.
نام‌های دیگر سه‌گوش زیرترقوه‌ای عبارتند از سه‌گوش زیرچنبری، سه‌گوش بالاترقوه‌ای (سوپراکلاویکولار)، سه‌گوش شانه‌ای‌ترقوه‌ای (اُموکلاویکولار) و مثلث هو (Ho).